# Почеп (Грчка)
Почеп (грч. Μαργαρίτα, Маргарита) је насељено место у општини Воден у периферији Средишња Македонија, Грчка. Према попису из 2021. године било је 136 становника.
Према бугарском географу и историчару, Василу Канчову, у Почепу је 1900. године живело 200 Словена хришћана. Године 1924. насељено је неколико грчких избегличких породица, укупно 26 особа. Касније су грчке породице напустиле село, које је опет било насељено само Словенима. На попису из 1940. године у Почепу је било 217 становника.